# City with No Children
City with No Children è un singolo del gruppo musicale canadese Arcade Fire, pubblicato nel 2011 ed estratto dal loro terzo album in studio The Suburbs.

## Tracce
- Download digitale

1. City with No Children – 3:11

## Formazione
- Win Butler – voce, chitarra
- Régine Chassagne – cori, batteria
- Richard Reed Parry – chitarra
- Tim Kingsbury – basso
- William Butler – tastiera, chitarra
- Sarah Neufeld – violino, cori
- Jeremy Gara – batteria